# 1996-os rövid pályás úszó-Európa-bajnokság
Az 1996-os rövid pályás úszó-Európa-bajnokságot december 13. és december 15. között rendezték meg a németországi Rostockban. Ez volt az első rövid pályás úszó-Eb néven rendezett esemény. Az 1996 előtti négy sprint úszó-Eb-n csak 50 m-es távon voltak versenyszámok.
Az Eb-n 38 versenyszámot rendeztek.

## Éremtáblázat
(A táblázatban a rendező nemzet eltérő háttérszínnel kiemelve.)
| Helyezés | Nemzet             | Arany | Ezüst | Bronz | Összesen |
| 1.       | Németország        | 14    | 14    | 11    | 39       |
| 2.       | Egyesült Királyság | 4     | 4     | 2     | 10       |
| 3.       | Hollandia          | 4     | 2     | 2     | 8        |
| 4.       | Svédország         | 3     | 3     | 3     | 9        |
| 5.       | Lengyelország      | 3     | 2     | 1     | 6        |
| 6.       | Olaszország        | 2     | 2     | 1     | 5        |
| 7.       | Csehország         | 2     | 1     | 2     | 5        |
| 8.       | Norvégia           | 1     | 1     | 2     | 4        |
| 9.       | Szlovákia          | 1     | 1     | 1     | 3        |
| 10.      | Ausztria           | 1     | 1     | 0     | 2        |
| 11.      | Fehéroroszország   | 1     | 0     | 2     | 3        |
| 12.      | Spanyolország      | 1     | 0     | 1     | 2        |
| 13.      | Ukrajna            | 1     | 0     | 0     | 1        |
| 14.      | Románia            | 0     | 3     | 1     | 4        |
| 15.      | Horvátország       | 0     | 2     | 1     | 3        |
| 16.      | Svájc              | 0     | 1     | 3     | 4        |
| 17.      | Szlovénia          | 0     | 1     | 2     | 3        |
| 18.      | Bulgária           | 0     | 0     | 1     | 1        |
| 18.      | Finnország         | 0     | 0     | 1     | 1        |
| 18.      | Franciaország      | 0     | 0     | 1     | 1        |
| 18.      | Görögország        | 0     | 0     | 1     | 1        |
| Összesen | Összesen           | 38    | 38    | 39    | 115      |

## Érmesek
- WR – világrekord (World Record)
- ER – Európa-rekord (európai versenyző által elért eddigi legjobb eredmény) (European Record)

### Férfi
| Versenyszám                  | Arany                                                                       | Arany    | Ezüst                                                                               | Ezüst    | Bronz                                                                          | Bronz    |
| ---------------------------- | --------------------------------------------------------------------------- | -------- | ----------------------------------------------------------------------------------- | -------- | ------------------------------------------------------------------------------ | -------- |
| 50 m-es gyorsúszás           | Mark Foster · Egyesült Királyság                                            | 22,25    | René Gusperti · Olaszország                                                         | 22,51    | Dimitri Kalinovski · Fehéroroszország                                          | 22,57    |
| 100 m-es gyorsúszás          | Lars Conrad · Németország                                                   | 48,90    | Nicolae Butacu · Románia                                                            | 49,49    | Nicolae Ivan · Románia                                                         | 49,56    |
| 200 m-es gyorsúszás          | Lars Conrad · Németország                                                   | 1:45,97  | Andrew Clayton · Egyesült Királyság                                                 | 1:47,35  | Konstantin Dubrovin · Németország                                              | 1:48,60  |
| 400 m-es gyorsúszás          | Emiliano Brembilla · Olaszország                                            | 3:45,52  | Stefan Pohl · Németország                                                           | 3:48,10  | Dimitrios Manganas · Görögország                                               | 3:48,29  |
| 1500 m-es gyorsúszás         | Igor Snitko · Ukrajna                                                       | 14:46,59 | Ian Wilson · Egyesült Királyság                                                     | 14:54,24 | Thomas Lohfink · Németország                                                   | 15:04,13 |
|                              |                                                                             |          |                                                                                     |          |                                                                                |          |
| 50 m-es hátúszás             | Mariusz Siembida · Lengyelország                                            | 25,03    | Tomislav Karlo · Horvátország                                                       | 25,14    | Stev Theloke · Németország                                                     | 25,15    |
| 100 m-es hátúszás            | Mariusz Siembida · Lengyelország                                            | 53,56    | Stev Theloke · Németország                                                          | 53,87    | Emanuele Merisi · Olaszország                                                  | 54,39    |
| 200 m-es hátúszás            | Emanuele Merisi · Olaszország                                               | 1:54,91  | Nicolae Butacu · Románia                                                            | 1:56,29  | Stev Theloke · Németország                                                     | 1:56,51  |
|                              |                                                                             |          |                                                                                     |          |                                                                                |          |
| 50 m-es mellúszás            | Patrik Isaksson · Svédország                                                | 27,76    | Jens Kruppa · Németország                                                           | 27,77    | Daniel Málek · Csehország                                                      | 27,84    |
| 100 m-es mellúszás           | Jens Kruppa · Németország                                                   | 1:00,15  | Patrik Isaksson · Svédország                                                        | 1:00,45  | Aleksandr Gukov · Fehéroroszország                                             | 1:00,94  |
| 200 m-es mellúszás           | Aleksandr Gukov · Fehéroroszország                                          | 2:09,86  | Artur Paczynski · Lengyelország                                                     | 2:10,69  | Jens Kruppa · Németország                                                      | 2:10,70  |
|                              |                                                                             |          |                                                                                     |          |                                                                                |          |
| 50 m-es pillangóúszás        | Mark Foster · Egyesült Királyság                                            | 23,91    | Fabian Hieronimus · Németország                                                     | 24,07    | Jonas Åkesson · Svédország                                                     | 24,25    |
| 100 m-es pillangóúszás       | Thomas Rupprath · Németország                                               | 53,22    | Fabian Hieronimus · Németország                                                     | 53,70    | Denislav Kaltchev · Bulgária                                                   | 54,02    |
| 200 m-es pillangóúszás       | Chris-Carol Bremer · Németország                                            | 1:57,04  | Thomas Rupprath · Németország                                                       | 1:57,30  | David Abrard · Franciaország · Adrian Andermatt · Svájc                        | 1:59,23  |
|                              |                                                                             |          |                                                                                     |          |                                                                                |          |
| 100 m-es vegyes úszás        | Marcel Wouda · Hollandia                                                    | 54,62    | Jens Kruppa · Németország                                                           | 54,82    | Christian Keller · Németország                                                 | 55,45    |
| 200 m-es vegyes úszás        | Marcel Wouda · Hollandia                                                    | 1:56,83  | Christian Keller · Németország                                                      | 1:58,52  | Krešimir Čač · Horvátország                                                    | 2:01,45  |
| 400 m-es vegyes úszás        | Marcel Wouda · Hollandia                                                    | 4:08,90  | Christian Keller · Németország                                                      | 4:13,03  | Uwe Volk · Németország                                                         | 4:15,69  |
|                              |                                                                             |          |                                                                                     |          |                                                                                |          |
| 4 × 50 m-es gyorsúszás váltó | Németország · Lars Conrad · Christian Tröger · Tim Nolte · Steffen Smöllich | 1:29,54  | Horvátország · Tomislav Karlo · Miloš Milošević · Miro Žeravica · Alen Lončar       | 1:29,69  | Norvégia · Anders Dahl · Vermund Vetnes · Thomas Sopp · Thomas Nore            | 1:30,40  |
| 4 × 50 m-es vegyes váltó     | Németország · Stev Theloke · Jens Kruppa · Fabian Hieronimus · Lars Conrad  | 1:38,28  | Olaszország · Emanuele Merisi · Domenico Fioravanti · Luca Belfiore · René Gusperti | 1:38,50  | Egyesült Királyság · Neil Willey · Richard Maden · Mark Foster · Simon Handley | 1:38,72  |

### Női
| Versenyszám                  | Arany                                                                                 | Arany      | Ezüst                                                                              | Ezüst   | Bronz                                                                           | Bronz   |
| ---------------------------- | ------------------------------------------------------------------------------------- | ---------- | ---------------------------------------------------------------------------------- | ------- | ------------------------------------------------------------------------------- | ------- |
| 50 m-es gyorsúszás           | Sandra Völker · Németország                                                           | 24,67 ER   | Sue Rolph · Egyesült Királyság                                                     | 25,32   | Vibeke Johansen · Norvégia                                                      | 25,38   |
| 100 m-es gyorsúszás          | Sandra Völker · Németország                                                           | 53,04 ER   | Sue Rolph · Egyesült Királyság                                                     | 54,46   | Martina Moravcová · Szlovákia                                                   | 54,95   |
| 200 m-es gyorsúszás          | Martina Moravcová · Szlovákia                                                         | 1:57,22    | Antje Buschschulte · Németország                                                   | 1:58,34 | Carla Geurts · Hollandia                                                        | 1:59,16 |
| 400 m-es gyorsúszás          | Kristýna Kyněrová · Csehország                                                        | 4:09,94    | Carla Geurts · Hollandia                                                           | 4:10,36 | Chantal Strasser · Svájc                                                        | 4:13,45 |
| 800 m-es gyorsúszás          | Carla Geurts · Hollandia                                                              | 8:34,66    | Flavia Rigamonti · Svájc                                                           | 8:39,20 | Sarah Collings · Egyesült Királyság                                             | 8:42,42 |
|                              |                                                                                       |            |                                                                                    |         |                                                                                 |         |
| 50 m-es hátúszás             | Sandra Völker · Németország                                                           | 27,94      | Antje Buschschulte · Németország                                                   | 28,55   | Suze Valen · Hollandia                                                          | 28,66   |
| 100 m-es hátúszás            | Antje Buschschulte · Németország                                                      | 1:00,21    | Kateřina Pivoňková · Csehország                                                    | 1:01,69 | Alenka Kejžar · Szlovénia                                                       | 1:01,93 |
| 200 m-es hátúszás            | Kateřina Pivoňková · Csehország                                                       | 2:08,15    | Antje Buschschulte · Németország                                                   | 2:09,54 | Alenka Kejžar · Szlovénia                                                       | 2:12,20 |
|                              |                                                                                       |            |                                                                                    |         |                                                                                 |         |
| 50 m-es mellúszás            | Vera Lischka · Ausztria                                                               | 31,36      | Terrie Miller · Norvégia                                                           | 31,47   | Hanna Jaltner · Svédország                                                      | 32,04   |
| 100 m-es mellúszás           | Terrie Miller · Norvégia                                                              | 1:07,91    | Vera Lischka · Ausztria                                                            | 1:08,18 | Alicja Pęczak · Lengyelország                                                   | 1:08,33 |
| 200 m-es mellúszás           | Alicja Pęczak · Lengyelország                                                         | 2:26,11    | Alenka Kejžar · Szlovénia                                                          | 2:27,33 | Anne Poleska · Németország                                                      | 2:27,57 |
|                              |                                                                                       |            |                                                                                    |         |                                                                                 |         |
| 50 m-es pillangóúszás        | Johanna Sjöberg · Svédország                                                          | 27,15 ER   | Sandra Völker · Németország                                                        | 27,23   | Marja Pärssinen · Finnország                                                    | 27,69   |
| 100 m-es pillangóúszás       | Johanna Sjöberg · Svédország                                                          | 58,80 ER   | Sandra Völker · Németország                                                        | 59,44   | Julia Voitowitsch · Németország                                                 | 1:00,51 |
| 200 m-es pillangóúszás       | Bárbara Franco · Spanyolország                                                        | 2:10,20    | Johanna Sjöberg · Svédország                                                       | 2:10,92 | María Peláez · Spanyolország                                                    | 2:11,36 |
|                              |                                                                                       |            |                                                                                    |         |                                                                                 |         |
| 100 m-es vegyes úszás        | Sue Rolph · Egyesült Királyság                                                        | 1:01,91    | Martina Moravcová · Szlovákia                                                      | 1:01,98 | Sabine Herbst · Németország                                                     | 1:02,46 |
| 200 m-es vegyes úszás        | Sue Rolph · Egyesült Királyság                                                        | 2:10,60    | Alicja Pęczak · Lengyelország                                                      | 2:13,07 | Sabine Herbst · Németország                                                     | 2:13,29 |
| 400 m-es vegyes úszás        | Sabine Herbst · Németország                                                           | 4:39,26    | Beatrice Căslaru · Románia                                                         | 4:41,76 | Pavla Chrástová · Csehország                                                    | 4:42,07 |
|                              |                                                                                       |            |                                                                                    |         |                                                                                 |         |
| 4 × 50 m-es gyorsúszás váltó | Németország · Katrin Meißner · Marianne Hinners · Silvia Stahl · Sandra Völker        | 1:41,15    | Svédország · Johanna Sjöberg · Linda Olofsson · Nelly Jörgensen · Malin Svahnström | 1:42,18 | Svájc · Dominique Diezi · Andrea Quadri · Sandrine Paquier · Chantal Strasser   | 1:44,90 |
| 4 × 50 m-es vegyes váltó     | Németország · Antje Buschschulte · Sylvia Gerasch · Julia Voitowitsch · Sandra Völker | 1:51,79 ER | Hollandia · Suze Valen · Madelons Baans · Wilma van Hofwegen · Angela Postma       | 1:52,80 | Svédország · Nelly Jörgensen · Hanna Jaltner · Johanna Sjöberg · Linda Olofsson | 1:53,06 |